# Frank Merriam
Frank Finley Merriam (22 tháng 12 năm 1865 - 25 tháng 4 năm 1955) là một chính trị gia người Mỹ, từng là thống đốc thứ 28 của California từ ngày 2 tháng 6 năm 1934 đến ngày 2 tháng 1 năm 1939. Đảm nhận chức vụ thống đốc ở đỉnh cao của cuộc Đại suy thoái sau khi qua đời của Thống đốc James Rolph, Merriam nổi tiếng đánh bại ứng cử viên Đảng Dân chủ Upton Sinclair trong cuộc bầu cử thống đốc bang California năm 1934. Merriam cũng từng là Kiểm toán viên Nhà nước của Iowa từ năm 1900 đến năm 1903, và phục vụ trong cả cơ quan lập pháp bang Iowa và California.